# Hein Verbruggen
Hein Verbruggen (Helmond, 21 de junho de 1941 - 14 de junho de 2017)  foi um administrador esportivo holandês que foi membro do Comitê Olímpico Internacional. Presidente da União Ciclística Internacional entre 1991 e 2005 e presidente honorário desde então, foi o presidente da Comissão Avaliadora no processo de eleição da cidade-sede dos Jogos Olímpicos de Verão de 2008. Em 2008 foi eleito membro honorário do COI.